# Barnens ö
För andra betydelser, se Barnens ö (olika betydelser).

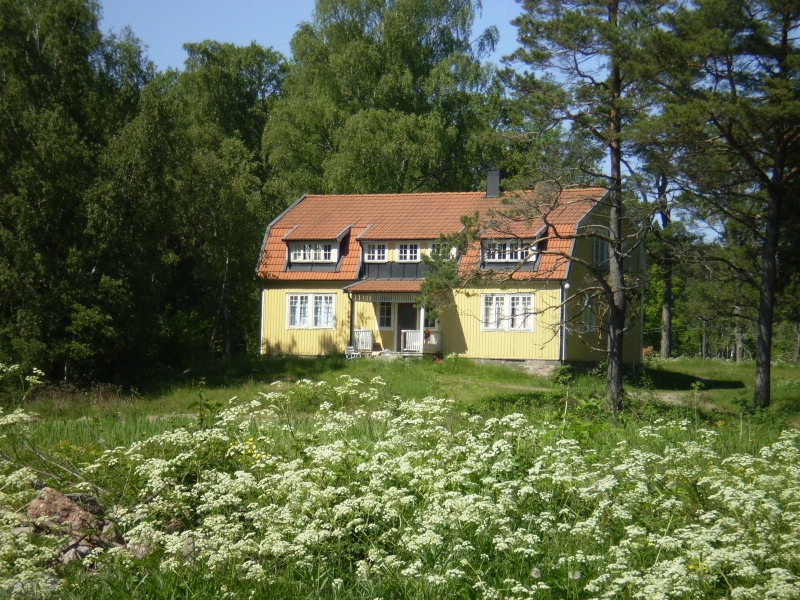
Strandvillan i Parkudden på Barnens ö.

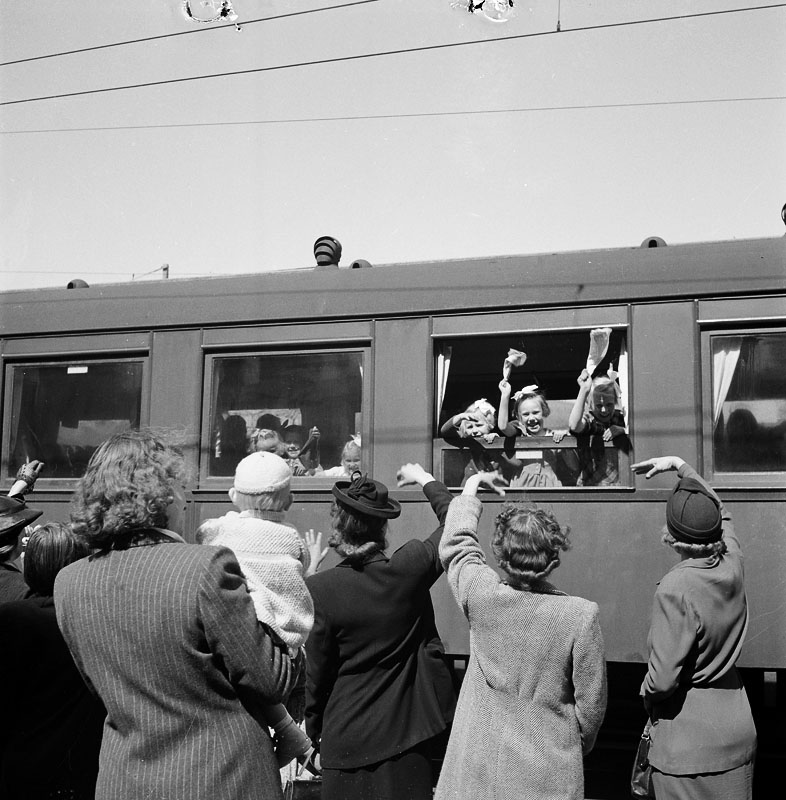
Extratåg på Stockholms östra station med barn till Barnens ö 1944

Barnens ö är det vedertagna namnet på ett sammanhängande område som är beläget i Väddö socken i Stockholms län, Norrtälje kommun vid vilket barnkoloniverksamhet bedrivits sedan 1912. Det omfattar Lingslätö på södra delen av Väddö och angränsande delar av Granö och Salnö. Området gränsar i öster till Ålands hav och i väster till Bagghusfjärden.

## Historik
Innan Barnens ö invigdes 1912 fanns långtgående planer på att man skulle låta järnvägen som passerade Edsbro vika av österut, passera strax söder om nuvarande Bagghusbron och ha en slutstation i Granö-området. Den järnvägen var en viktig förutsättning för planerna på att bygga en hotell- och badanläggning av kontinentalt snitt på södra Väddö, något i stil med Grand hotell i Saltsjöbaden. Bolaget Samnäs AB bildades för detta projekt, men det kunde aldrig förverkligas. Det fanns tankar om att luxuösa fartyg skulle trafikera Väddö-S:t Petersburg men de storstilade idéerna lyfte aldrig från papperet. De förmögna stockholmare som skulle bebo anläggningen tyckte att Väddö var alldeles för avlägset och alltför få var intresserade av att satsa pengar i den planerade järnvägen. Dessutom var viken där kryssningsfartygen skulle lägga till för grund. Hotell- och badanläggningen blev istället barnkolonin Barnens ö. Egendomen köptes 1911 av stiftelsen Barnens dag med medel som hade samlats in vid Barnens dag 1910.                      
Barnens ö invigdes 1912 efter att Barnensdagsföreningen i Stockholm inköpt Lingslätö på Väddö. På Lingslätö fanns sedan tidigare två kolonier, Östergården och Västergården som drevs av Östermalms skollovskoloniförening. Nu införlivades dessa i Barnens ö med ytterligare tre kolonier, Vretarna, Stugorna och Solbo samt en sjukstuga. Genom donationer har sedan ytterligare kolonier tillkommit, till exempel Wassbergs minnen, Cervinska hemmet och Assögården. 
År 1980 övergick Barnens ö till stiftelsen Barnens dag, som drivs av Stockholms stad. I dag finns det ungefär 20 barnkolonigårdar på Barnens ö och hela koloniområdet omfattar omkring 650 hektar.
Här bedrivs också konferensverksamhet och stuguthyrning året runt.

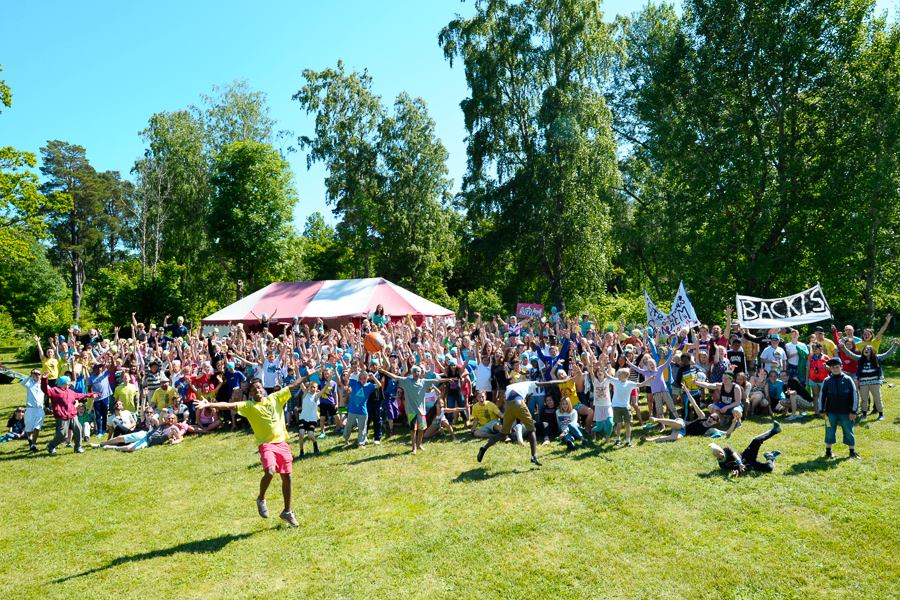
Sommarkollofestival den 19 juni 2013

Efter en nedåtgående trend med färre ansökningar till kollo på Barnens ö, såväl som till kollo överlag inleddes 2013 en marknadsföringskampanj.